# الگان
الگان، روستایی است از توابع بخش قاهان شهرستان جعفرآباد در استان قم ایران.

## جمعیت
این روستا در دهستان کهندان قرار دارد و براساس سرشماری مرکز آمار ایران در سال ۱۳۸۵، جمعیت آن ۵۰ نفر (۲۱خانوار) بوده‌است.
و در حال حاضر جمعیت روستا جمعیتی بالغ بر ۲۵۰ نفر می باشد. (۸۰ خانوار). مردم روستا به زبان ترکی آذربایجانی صحبت می کنند.